# Neftchi Baku PFK
El Neftchi Baku PFK (en azerí: Neftçi Peşəkar Futbol Klubu) es un club de fútbol de Azerbaiyán, situado en la capital del país Bakú. El club fue fundado en 1937 y disputa sus partidos como local en el Bakcell Arena. Actualmente juega en la Liga Premier de Azerbaiyán.
Fundado como Neftyanik, el club es el más famoso y exitoso de Azerbaiyán. Participó en 27 temporadas de la Soviet Top Liga y su mejor resultado fue un tercer puesto. Tras la independencia de Azerbaiyán el Neftchi ha ganado ocho Ligas Premier, seis copas y dos supercopas. El club es uno de los dos equipos azeríes, junto con Qarabağ, que ha participado en todos los campeonatos de la Liga Premier hasta ahora. En 2012 el Neftchi se convirtió en el primer club azerí en clasificarse para una fase de grupos de una competición europea al entrar en la Europa League.

## Historia

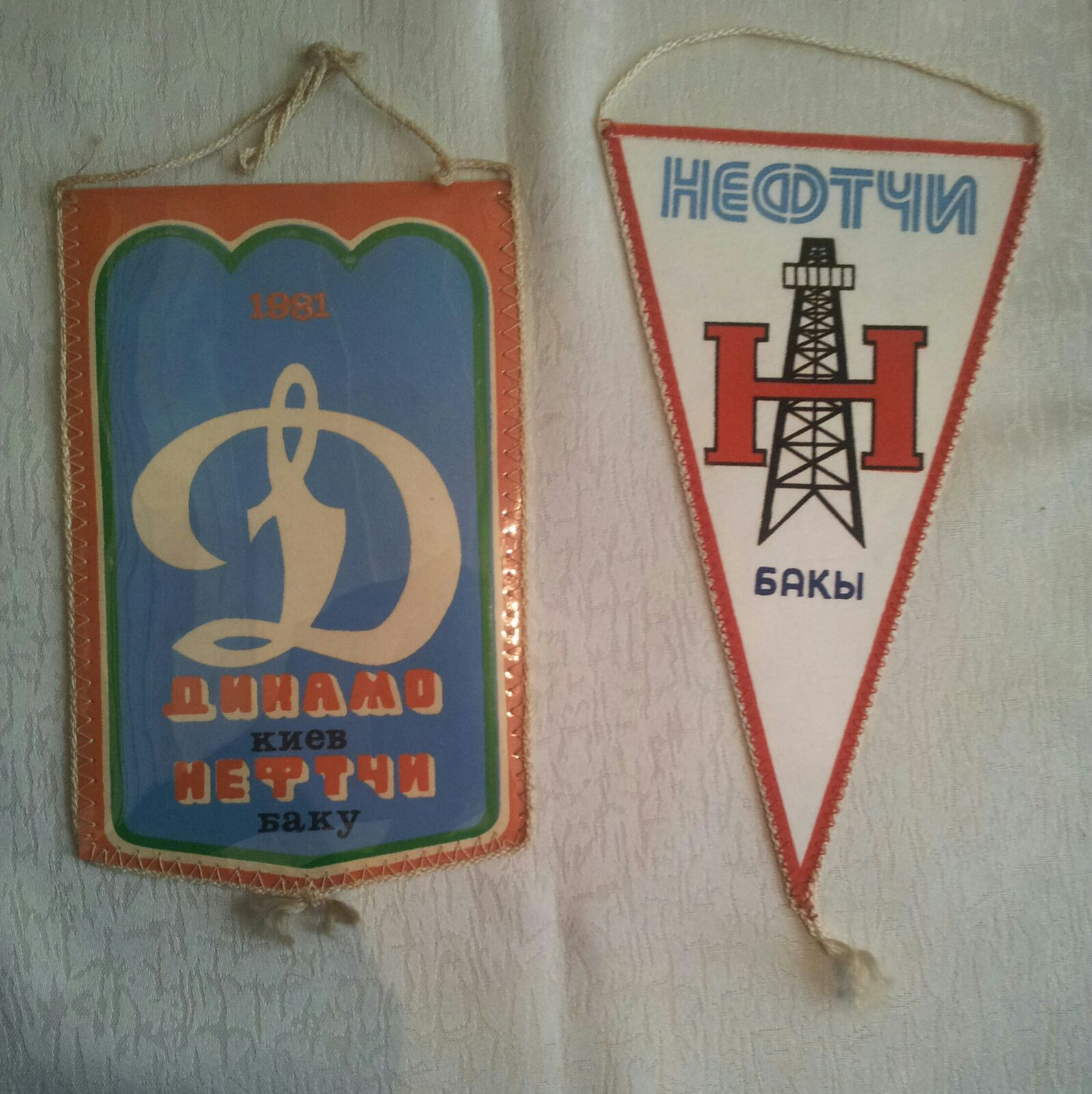
Banderines del Dinamo Kiev y Neftchi intercambiados durante un partido de la liga soviética.

### Era soviética
El PFC Neftchi Baku fue fundado en 1937 como Neftyanik Bakı (neftyanik significa "petrolero" en ruso) y mantuvo esta denominación hasta 1968, cuando pasó a llamarse Neftchi.
El club jugó tres períodos en la Soviet Top Liga, en 1949-1950, 1960-1970, y 1977-1988, por un total de 23 años en la primera división del fútbol soviético. El club debutó en la Primera Liga Soviética, la segunda división más alta, a partir de 1946-1948, 1951-1959, 1973-1976 y 1989-1991, y su mejor resultado fue en 1976 con un segundo lugar.
El máximo goleador del Neftchi en esta época temprana fue la leyenda del fútbol azerí Alekper Mamedov, quien también jugó en el FC Dynamo Moscú. Mamedov anotó 51 goles en la liga durante los años 1950 y 1960 para el club, a pesar de que el mejor momento de su carrera llegó en Moscú.
La mejor colocación del club fue una 3ª plaza en la Soviet Top Liga en 1966, el mejor resultado de cualquier club azerí en la era soviética. El equipo de 1966 se compuso de muchos de los grandes futbolistas azeríes de todos los tiempos, entre ellos el delantero Anatoliy Banishevskiy (Jugador de Oro de Azerbaiyán de la UEFA) y Kazbek Tuaev, el mediocampista Aleksandr Trophimov, y el guardameta Sergey Kramarenko. Los aficionados y periodistas de Azerbaiyán conmemoraron el 40 aniversario del triunfo del Neftchi en 2006.

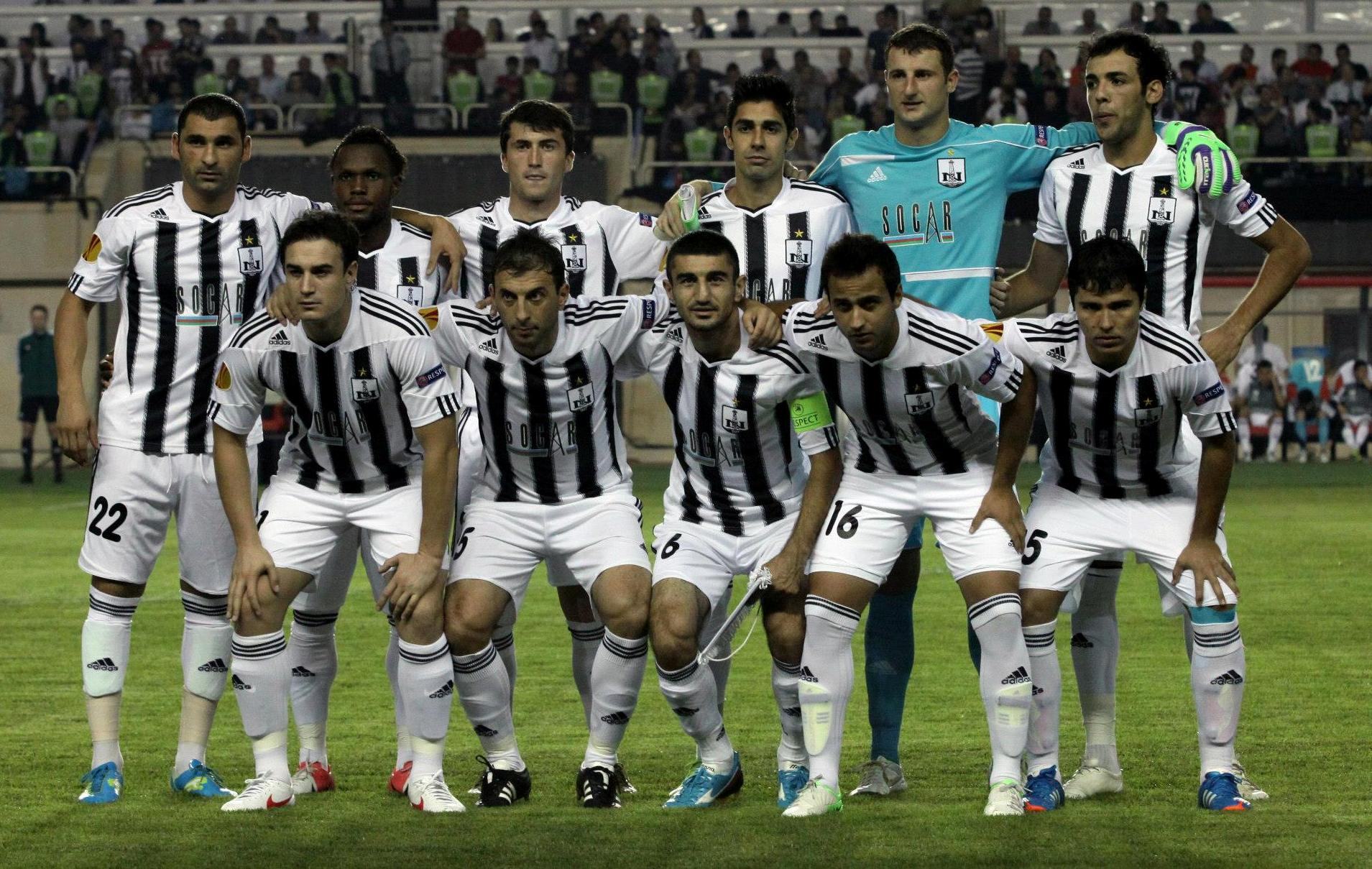
El Neftchi antes de un partido por la Europa League ante el Internazionale.

El 30 de agosto, tras vencer al APOEL por 1-3, se clasificó para la fase de grupos de la Liga Europea de la UEFA, convirtiéndose así en el primer equipo de Azerbaiyán en disputar una fase de grupos en competición europea.

### Dominio en Azerbaiyán
Con la desaparición de la URSS y la independencia de Azerbaiyán, el club ingresó en la Yuksak Liqa, la Primera División de Azerbaiyán, ganando el primer campeonato de la nueva liga. El club logró ser campeón de la máxima competición siete veces (1992, 1995-96, 1996-97, 2003-04, 2004-05, 2010-11, 2011-12), y otras cinco de la Copa de Azerbaiyán.
En 2006, el Neftchi logró ganar la Copa de la CIS después de derrotar al FBK Kaunas en la final. En competiciones europeas, el club también han avanzado a la segunda ronda previa de la Liga de Campeones de la UEFA en dos ocasiones, tras haber derrotado a los campeones de Bosnia, el NK Široki Brijeg, y al campeón islandés, el FH Hafnarfjarðar, en 2004 y 2005 respectivamente. En 2008, el club avanzó a la tercera ronda de la Copa Intertoto 2008, después de derrotar al FC Nitra eslovaco y al KFC Germinal Beerschot belga en las dos primeras rondas.
Tras el éxito de 2005 llegó un período de decliva que perduró hasta final de la década. A pesar de la designación de nombres famosos como Gurban Gurbanov, Vlastimil Petržela, Anatoliy Demyanenko y Hans-Jürgen Gede, el club no logró ningún éxito y despilfarró grandes sumas de dinero en fichajes fallidos. Las cosas cambiaron en diciembre de 2009, cuando el control del club fue dado a Sadyg Sadygov. La adquisición fue seguida inmediatamente por una lluvia de ofertas por jugadores de alto perfil e internacionales, como el belga Émile Mpenza del Sion, Bahodir Nasimov del Rubin Kazan o los macedonios Igor Mitreski y Slavčo Georgievski. En mayo de 2010, en virtud de la primera temporada de Arif Asadov como entrenador del Neftchi, el club ganó su sexto campeonato. Asadov se convirtió también en la primera persona del club en ganar el título de Liga como entrenador y jugador de fútbol.
En la temporada 2011-12, el Neftchi repitió su éxito nacional y se convirtieron en campeones por séptima vez en su historia. En noviembre de 2011, el club también celebró su victoria número 1000 en partidos oficiales y el gol 1000, el cual fue anotado por Araz Abdullayev. El club tiene un excelente récord en competiciones europeas, al no haber perdido en casa desde la temporada 1999-00.
En 2012, el Neftchi Baku se clasificó para la fase de grupos de la UEFA Europa League 2012-13, convirtiéndose en el primer club de Azerbaiyán en lograr disputar la fase de grupos de una competición europea. Para ello tuvo que eliminar anteriormente al FC Zestafoni en segunda ronda, el Ironi Kiryat Shmona en tercera ronda y al APOEL FC en los play-off. El Neftchi quedó encuadrado en el grupo H con el Inter de Milán, Partizán y Rubin Kazán.

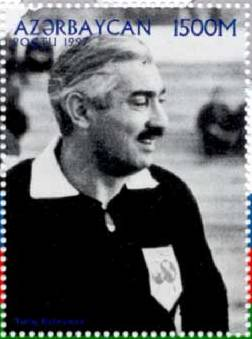
El famoso árbitro y jugador del Neftchi Tofiq Bahramov se convirtió en el primer árbitro con un estadio con su nombre.

## Estadio
El Neftchi Baku ha jugado habitualmente sus partidos en el estadio Tofik Bakhramov, con capacidad para 30 000 personas —lo que le convierte en el estadio con mayor capacidad de Azerbaiyán— y hierba natural. Comparte el campo con el FK Baku. El estadio fue construido por los prisioneros de guerra alemanes en 1951 y construido en forma de «C» para honrar a Stalin, sin embargo, fue renombrado en honor al famoso árbitro Tofik Bakhramov, más conocido por ser el linier de la polémica final de la Copa Mundial de Fútbol de 1966 y que dio por válido el 3-2 marcado por Geoff Hurst, afirmando que el balón entró. En 2011, los partidos nacionales del Neftchi se disputaron en el estadio Ismat Gayibov.
En septiembre de 2012, la Federación Azerí de Fútbol inauguró el Bakcell Arena, un estadio de fútbol con capacidad para 15 000 espectadores sentados que acogió algunos partidos de la Copa Mundial Femenina de Fútbol Sub-17 de 2012. Desde ese momento, el Neftchi ha pasado a utilizar este estadio para disputar sus partidos domésticos en el campeonato y copa azerí.

## Escudo y colores
Desde la fundación del club, el Neftchi ha tenido cuatro escudos principales, aunque todos se sometieron a pequeñas variaciones. En 1949, el Neftchi adoptó como su primer escudo con la imagen de una plataforma petrolífera rusa con la letra «N», lo que obviamente contribuyó al apodo de Trabajadores Petroleros, y se mantuvo durante los siguientes 27 años.
| Período       | Fabricante deportivo | Patrocinador            |
| ------------- | -------------------- | ----------------------- |
| 1994-1996     | Local                | RIAD                    |
| 1996-2001     | Adidas               | Baku Oil Refinery Plant |
| 2003-2004     | Stadium              | Baku Oil Refinery Plant |
| 2004-2007     | Lotto Sport Italia   | SOCAR                   |
| 2007-2015     | Adidas               | SOCAR                   |
| 2015-2016     | Adidas               | ASAN service            |
| 2016-2017     | Kappa                | ASAN service            |
| 2017-2018     | Kappa                |                         |
| 2018-presente | Nike                 | Turkish Airlines        |

En 1977, se modificó el escudo del Neftchi como una balón y se le añadieron elementos de fondo como un amanecer, diseño que perduró durante las dos décadas siguientes. El escudo del club fue cambiado otra vez en 1997 como parte de un nuevo intento de modernizar y capitalizar nuevas oportunidades de mercado. Esta fue la insignia del club por primera vez sin plataformas petrolíferas, ya que fue reemplazado por el escudo de Bakú. Con nuevos dueños y el centenario próximo a celebrarse, junto con las demandas de los seguidores de regresar al escudo tradicional del club, se decidió que este se debía cambiar de nuevo en 2004. El nuevo escudo fue oficialmente adoptado para el comienzo de la temporada 2004-05 y marcó un retorno a la concepción antigua de la plataforma petrolífera. Al igual que con escudos anteriores, este ha aparecido en los tradicionales colores blanco y negro.
El uniforme tradicional del Neftchi ha estado compuesto por una camiseta negra, pantalón y medias blancas. Aunque a través de los años, estos dos se han ido alternando entre las rayas de blanco y negro. El uniforme del club es fabricado por Adidas y el patrocinio es SOCAR, una multinacional petrolera y gasística con sede en la ciudad de Bakú.

## Afición y rivalidades
El Neftchi Baku es el club más seguido de Azerbaiyán, con 37.221 hinchas organizados en clubes de aficionados en todo el mundo, incluidos los Estados Unidos, Turquía, Rusia, Alemania, Países Bajos, y otros países con una importante comunidad azerí. Los grupos de aficionados más activos son el oficial del Neftchi, Flaqman y ultraNeftçi.
Por su parte, el partido entre el Neftchi y el FK Khazar Lankaran es uno de los mayores enfrentamientos en Azerbaiyán. La relación entre los dos clubes siempre ha sido conocida por su gran animosidad, ya que el clásico —conocido en Azerbaiyán como Böyük Oyun— enfrenta a dos regiones geográficas, con el Neftchi representando el norte y el Khazar Lankaran el sur de Azerbaiyán

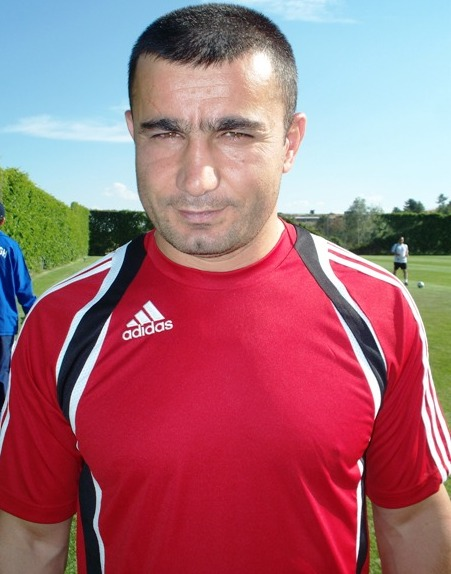
Gurban Gurbanov es uno de los máximos goleadores históricos del Neftchi.

## Jugadores

### Jugadores destacados
| - Nicolas Canales - Rasim Abishov - Ruslan Abishov - Rashad Abdullayev - Tarlan Ahmadov - Elnur Allahverdiyev - Ruslan Amirjanov - Vali Gasimov - Igor Getman - Gurban Gurbanov - Mahmud Gurbanov - Aftandil Hajiyev - Aslan Kerimov - Dmitriy Kramarenko - Rail Malikov - Vidadi Rzayev - Éric Ramos - Rashad Sadygov - Zaur Tagizade - Vadim Vasilyev - Ilham Yadullayev - Dmitri Kruglov - Valeri Abramidze - Georgi Adamia - Slavčo Georgievski - Igor Mitreski - Vadim Boreț | - Vladimir Mićović - Branimir Subašić - Asgar Abdullayev - Ali Abilzadeh - Mashallah Ahmedov - Tofiq Bahramov - Anatoliy Banishevskiy - Vladimir Brukhti - Vyacheslav Chanov - Andrei Fyodorovskiy - Adamas Golodets - Samad Gurbanov - Yunis Huseynov - Iskender Javadov - Sergey Kramarenko - Alakbar Mammadov - Vladimir Mikuchadze - Igor Ponomaryov - Yuri Romensky - Vitaliy Shevchenko - Nikolai Smolnikov - Samedaga Shikhlarov - Nazim Suleymanov - Aleksandr Trophimov - Kazbek Tuaev - Aleksandr Zhidkov |

## Palmarés

### Azerbaiyán
- Liga Premier
  - Campeones (9): 1992, 1995–96, 1996–97, 2003–04, 2004–05, 2010-11, 2011-12, 2012-13, 2020-21
  - Subcampeones (3): 2000–01, 2001-02, 2006-07

- Copa de Azerbaiyán
  - Campeones (7): 1994-95, 1995-96, 1998-99, 2001-02, 2003-04, 2012-13, 2013-14
  - Subcampeones (2): 2000-01, 2011-2012

- Supercopa de Azerbaiyán
  - Campeones (2): 1993, 1995
  - Subcampeones (1): 2013

### Comunidad de Estados Independientes
- Copa de la CIS
  - Campeones (1) 2006
  - Subcampeones (1): 2005

## Entrenadores

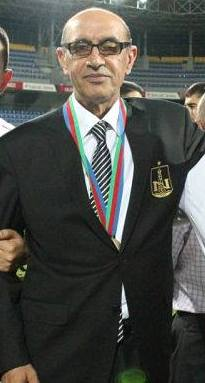
Boyukagha Hajiyev es uno de los entrenadores más exitosos que ha tenido el club, luego de ganar dos ligas y dos copas de Azerbaiyán.

Los siguientes son los entrenadores que han dirigido al Neftchi:
- Alexander Gnezdov (1937)
- Konstantin Kuznetsov (1938-1941)
- A. Shaposhnikov (1946)
- K. Parsadanov (1947)
- Mikhail Churkin (1948)
- Viktor Patsevich (1948)
- Gavriil Putilin (1949)
- Viktor Patsevich (1949)
- Mikhail Churkin (1950)
- Shirali Shiraliyev (1951-1952)
- Viktor Novikov (1953-1955)
- Nikolay Rasskazov (1955)
- Viktor Panyukov (1956)
- Kamal Akhundov (1956)
- Oleg Timakov (1957)
- Shirali Shiraliyev (1958)
- Oleg Timakov (1958)
- Konstantin Kuznetsov (1959)
- Veniamin Krylov (1959-1960)
- Boris Arkadyev (1961–1962)
- Alekper Mamedov (1963–1965)
- Vasiliy Sokolov (1965–1966)
- Ahmed Aleskerov (1966–1970)
- Alekper Mamedov (1971–1972)
- Valentín Khlystov (1973–1975)
- Gennady Bondarenko (1976–1978)
- Igor Netto (1979)
- Ahmed Aleskerov (1979–1982)
- Kazbek Tuaev (1983-1984)
- Ruslan Abdullaev (1984)
- Vyacheslav Soloviev (1985)
- Ruslan Abdullaev (1986)
- Aleksandr Sevidov (1987)
- Agaselim Mirjavadov (1987–1988)
- Yuri Kuznetsov (1988)
- Agaselim Mirjavadov (1989)
- Ruslan Abdullaev (1989-1991)
- Kazbek Tuaev (1991)
- Ahmed Aleskerov (1991-1992)
- Sergey Kramarenko (1993)
- Vagif Sadygov (1993-1995)
- Kazbek Tuaev (1996–1997)
- Ruslan Abdullaev (1997)
- Kazbek Tuaev (1998–1999)
- Ahmed Aleskerov (1999–2000)
- Asef Namazov (2000)
- Ogtay Abdullaev (2001)
- Rashid Uzbekov (2001)
- Kazbek Tuaev (2001–2004)
- Agaselim Mirjavadov (2004–2006)
- Gurban Gurbanov (2006–2007)
- Vlastimil Petržela (2007)
- Anatoliy Demyanenko (2008)
- Hans-Jürgen Gede (2008–2009)
- Boyukagha Aghayev (2009)
- Vagif Sadygov (2009–2010)
- Arif Asadov (2010–2011)
- Boyukagha Hajiyev (2011–2013)
- Tarlan Ahmadov (2013)
- Nazim Suleymanov (2013-2014)
- Boyukagha Hajiyev (2014)
- Arif Asadov (2014-2015)
- Samir Aliyev (2015)
- Asgar Abdullayev (2015-2016)
- Velli Kasumov (2016)
- Elkhan Abdullayev	 (2016-2017)
- Tarlan Ahmadov (2017-2018)
- Roberto Bordin (2018-2020)
- Fizuli Mammedov (2020)
- Samir Abbasov (2020-2022)
- Adrian Mutu (2023)
- Miodrag Božović (2023-2024)
- Roman Hryhorchuk (2024)

## Participación en competiciones de la UEFA
| Temporada | Torneo                        | Ronda            | Club                | Casa | Visita     | Global     |  |
| --------- | ----------------------------- | ---------------- | ------------------- | ---- | ---------- | ---------- |  |
| 1995–96   | UEFA Cup Winners' Cup         | Clasificatoria 1 | APOEL               | 0–0  | 0–3        | 0–3        |  |
| 1996–97   | UEFA Cup                      | Clasificatoria 1 | Lokomotiv Sofia     | 2–1  | 0–6        | 2–7        |  |
| 1997–98   | UEFA Champions League         | Clasificatoria 1 | Widzew Łódź         | 0–2  | 0–8        | 0–10       |  |
| 1999–00   | UEFA Cup                      | Clasificatoria 1 | Red Star Belgrade   | 2–3  | 0–1        | 2–4        |  |
| 2000–01   | UEFA Cup                      | Clasificatoria 1 | Hit Gorica          | 1–0  | 1–3        | 2–3        |  |
| 2001–02   | UEFA Cup                      | Clasificatoria 1 | Hit Gorica          | 0–0  | 0–1        | 0–1        |  |
| 2004–05   | UEFA Champions League         | Clasificatoria 1 | Široki Brijeg       | 1–0  | 1–2        | 2–2 (v.)   |  |
| 2004–05   | UEFA Champions League         | Clasificatoria 2 | CSKA Moscow         | 0–0  | 0–2        | 0–2        |  |
| 2005–06   | UEFA Champions League         | Clasificatoria 1 | FH                  | 2–0  | 2–1        | 4–1        |  |
| 2005–06   | UEFA Champions League         | Clasificatoria 2 | Anderlecht          | 1–0  | 0–5        | 1–5        |  |
| 2007–08   | UEFA Cup                      | Clasificatoria 1 | SV Ried             | 2–1  | 1–3        | 3–4        |  |
| 2008      | Copa Intertoto                | 1                | Nitra               | 2–0  | 1–3        | 3–3 (v.)   |  |
| 2008      | Copa Intertoto                | 2                | Germinal Beerschot  | 1–0  | 1–1        | 2–1        |  |
| 2008      | Copa Intertoto                | 3                | Vaslui              | 2–1  | 0–2        | 2–3        |  |
| 2011–12   | UEFA Champions League         | Clasificatoria 2 | Dinamo Zagreb       | 0–0  | 0–3        | 0–3        |  |
| 2012–13   | UEFA Champions League         | Clasificatoria 2 | Zestafoni           | 3–0  | 2–2        | 5–2        |  |
| 2012–13   | UEFA Champions League         | Clasificatoria 3 | Ironi Kiryat Shmona | 2–2  | 0–4        | 2–6        |  |
| 2012–13   | UEFA Europa League            | Play-Off         | APOEL               | 1–1  | 3–1        | 4–2        |  |
| 2012–13   | UEFA Europa League            | Grupo H          | Partizan            | 1–1  | 0–1        | 4° lugar   |  |
| 2012–13   | UEFA Europa League            | Grupo H          | Internazionale      | 1–3  | 2–2        | 4° lugar   |  |
| 2012–13   | UEFA Europa League            | Grupo H          | Rubin Kazan         | 0–1  | 0–1        | 4° lugar   |  |
| 2013–14   | UEFA Champions League         | Clasificatoria 2 | Skënderbeu Korçë    | 0–0  | 0–1        | 0–1 (t.s.) |  |
| 2014–15   | UEFA Europa League            | Clasificatoria 2 | Koper               | 1–2  | 2–0        | 3–2        |  |
| 2014–15   | UEFA Europa League            | Clasificatoria 3 | Chikhura Sachkhere  | 0–0  | 3–2        | 3–2        |  |
| 2014–15   | UEFA Europa League            | Play-off         | Partizan            | 1–2  | 2–3        | 3–5        |  |
| 2015–16   | UEFA Europa League            | Clasificatoria 1 | Mladost Podgorica   | 2–2  | 1–1        | 3–3 (v.)   |  |
| 2016-17   | UEFA Europa League            | Clasificatoria 1 | Balzan              | 1–2  | 2–0        | 3–2        |  |
| 2016-17   | UEFA Europa League            | Clasificatoria 2 | Shkëndija           | 0–0  | 0–1        | 0–1        |  |
| 2019-20   | UEFA Europa League            | Clasificatoria 1 | Speranța Nisporeni  | 6–0  | 3–0        | 9–0        |  |
| 2019-20   | UEFA Europa League            | Clasificatoria 2 | Arsenal Tula        | 3–0  | 1–0        | 4–0        |  |
| 2019-20   | UEFA Europa League            | Clasificatoria 3 | Bnei Yehuda         | 2–2  | 1–2        | 3–4        |  |
| 2020-21   | UEFA Europa League            | Clasificatoria 1 | Shkupi              | 2–1  | –          | 2–1        |  |
| 2020-21   | UEFA Europa League            | Clasificatoria 2 | Galatasaray         | 1–3  | –          | 1–3        |  |
| 2021-22   | UEFA Champions League         | Clasificatoria 1 | Dinamo Tbilisi      | 2–1  | 2–1        | 4–2        |  |
| 2021-22   | UEFA Champions League         | Clasificatoria 2 | Olympiakos          | 0–1  | 0–1        | 0–2        |  |
| 2021-22   | UEFA Europa League            | Clasificatoria 3 | HJK                 | 2–2  | 0–3        | 2–5        |  |
| 2021-22   | UEFA Europa Conference League | Play-off         | Maccabi Haifa       | 3–3  | 0–4        | 3–7        |  |
| 2022-23   | UEFA Europa Conference League | Clasificatoria 2 | Aris Limassol       | 3-0  | 0-2        | 3-2        |  |
| 2022-23   | UEFA Europa Conference League | Clasificatoria 3 | Rapid Wien          | 2–1  | 0–2 (t.e.) | 2-3        |  |
| 2023-24   | UEFA Europa Conference League | Clasificatoria 2 | Željezničar         | 2-0  | 2-2        | 4-2        |  |
| 2023-24   | UEFA Europa Conference League | Clasificatoria 3 | Beşiktaş            | 1-3  | 1–2        | 2-5        |  |

### Récord Europeo
| Torneo                        | J  | G  | E  | P  | GF | GC  |
| ----------------------------- | -- | -- | -- | -- | -- | --- |
| UEFA Champions League         | 22 | 7  | 5  | 10 | 18 | 36  |
| UEFA Cup / UEFA Europa League | 42 | 13 | 11 | 18 | 56 | 62  |
| UEFA Cup Winners' Cup         | 2  | 0  | 1  | 1  | 0  | 3   |
| UEFA Intertoto Cup            | 6  | 3  | 1  | 2  | 7  | 7   |
| UEFA Europa Conference League | 10 | 3  | 2  | 5  | 14 | 19  |
| Total                         | 82 | 26 | 20 | 36 | 95 | 127 |